# Premierzy Wysp Cooka

## Lista premierówWysp Cooka
| Osoba | Osoba                      | Kadencja            | Kadencja            | Partia polityczna                                                                                           |
| #     | Imię i Nazwisko            | Od                  | Do                  | Partia polityczna                                                                                           |
| ----- | -------------------------- | ------------------- | ------------------- | --- |
| 1     | Albert Henry (1907–1981)   | 4 sierpnia 1965     | 25 lipca 1978       | Partia Wysp Cooka                                                                                           |
| 2     | Tom Davis (1917–2007)      | 25 lipca 1978       | 13 kwietnia 1983    | Partia Demokratyczna                                                                                        |
| 3     | Geoffrey Henry (1940–2012) | 13 kwietnia 1983    | 16 listopada 1983   | Partia Wysp Cooka                                                                                           |
| (2)   | Tom Davis (1917–2007)      | 16 listopada 1983   | 29 lipca 1987       | Partia Demokratyczna                                                                                        |
| 4     | Pupuke Robati (1925–2009)  | 29 lipca 1987       | 1 lutego 1989       | Partia Demokratyczna                                                                                        |
| (3)   | Geoffrey Henry (1940–2012) | 1 lutego 1989       | 29 lipca 1999       | Partia Wysp Cooka                                                                                           |
| 5     | Joe Williams (1934–2020)   | 29 lipca 1999       | 18 listopada 1999   | Partia Wysp Cooka                                                                                           |
| 6     | Terepai Maoate (1934–2012) | 18 listopada 1999   | 11 lutego 2002      | Sojusz Partii Demokratycznych                                                                               |
| 7     | Robert Woonton (1949–)     | 11 lutego 2002      | 11 grudnia 2004     | Sojusz Partii Demokratycznych                                                                               |
| 8     | Jim Marurai (1947–2020)    | 14 grudnia 2004     | 29 listopada 2010   | Sojusz Partii Demokratycznych (2004–05) Pierwsza Partia Wysp Cooka (2005–06) Partia Demokratyczna (od 2006) |
| 9     | Henry Puna (1949–)         | 30 listopada 2010   | 1 października 2020 | Partia Wysp Cooka                                                                                           |
| 10    | Mark Brown                 | 1 października 2020 | nadal               | Partia Wysp Cooka                                                                                           |